# Sueur de Sang (Jouve)
Pour les articles homonymes, voir Sueur de Sang.

Sueur de Sang est un recueil de poèmes (1933-1935) de Pierre Jean Jouve.

## Éditions et Architecture
Le recueil Sueur de Sang a connu plusieurs éditions, très distinctes :
- 1933, première édition, aux Cahiers libres. Quelques exemplaires sont ornés d'une gravure d'André Masson. Elle contient deux sections :
  - Un « avant-propos dialectique », « Inconscient, spiritualité et catastrophe »
  - Une partie :
    - « Sueur de Sang »
- 1934, deuxième édition, aux Cahiers libres, très augmentée par rapport à la précédente. Elle contient quatre sections :
  - L'« avant-propos dialectique », « Inconscient, spiritualité et catastrophe »
  - Trois parties :
    - « Sueur de Sang »
    - « L'Aile du désespoir »
    - « Pieta », dédié à André Masson
- 1935, troisième édition, aux Éditions de la NRF, Gallimard, avec la mention Œuvre poétique, encore augmentée par rapport à la précédente. Elle contient cinq sections :
  - L'« avant-propos », « Inconscient, spiritualité et catastrophe »
  - Quatre parties :
    - « Sueur de Sang »
    - « L'Aile du désespoir »
    - « Pietà », dédié à André Masson
    - « Val étrange »

  - une « Notice bibliographique » décrit les trois éditions et précise que cette troisième « édition dans les Œuvres poétiques à la NRF donne un texte en quatre parties qui doit être considéré comme définitif ».
- 1955, quatrième édition au Mercure de France : reprise identique à la troisième édition de 1935.
- 1964 : Poésie*, 1925-1938, I Les Noces, II Sueur de Sang, III Matière céleste, IV Kyrie, réédition au Mercure de France des quatre volumes de Œuvre poétique chez Gallimard. Le recueil Sueur de Sang y est amputée de la partie  « Pieta ».  Il contient maintenant quatre sections :
  - L'« avant-propos », « Inconscient, spiritualité et catastrophe »
  - Trois parties :
    - « Sueur de Sang »
    - « L'Aile du désespoir »
    - « Val étrange »
- C'est cette version tardive qui a été reprise en poche (collection Poésie/Gallimard, 1966).
- L'édition de Œuvre I en 1987 au Mercure de France réalisée par Jean Starobinski présente aussi cette version, mais donne en notes le texte retranché, « Pietà ».

## Analyse
La première édition de Sueur de Sang (1933) contenait deux parties également frappantes par leur force et leur grande nouveauté.

### L'Avant-Propos
- L' « Avant-propos » (initialement qualifié de "dialectique") est un manifeste très percutant qui fait à la fois l'éloge de la psychanalyse freudienne comme outil scientifique pour explorer l'inconscient, mais qui maintient l'idée de la supériorité de la poésie[2], car les grands précurseurs de la plongée dans l'intériorité de l'esprit humain restent « Lautréamont, Rimbaud, Mallarmé, enfin Baudelaire ».
- Il faut citer la première phrase de l'avant-propos, sans doute la meilleure prise en main des découvertes psychanalytiques par une écriture poétique souveraine : « Nous avons connaissance à présent de milliers de mondes à l'intérieur de l'homme, que toute l'œuvre de l'homme avait été de cacher, et de milliers de couches dans la généalogie de cet être terrible qui se dégage avec obstination et peut-être merveilleusement (mais sans jamais y bien parvenir) d'une argile noire et d'un placenta sanglant. ». Jouve devait très certainement cette science à son épouse, Blanche Reverchon, traductrice précoce de Freud (1923), membre de la Société psychanalytique de Paris et plus tard proche de Lacan. D'autres phrases sont tout aussi marquantes et souvent citées : « Cet homme n'est pas un personnage en veston, ou en uniforme comme nous l'avions cru ; il est plutôt un abîme douloureux, fermé, mais presque ouvert, une colonie de forces insatiables, rarement heureuses, qui se remuent en rond comme des crabes avec lourdeur et esprit de défense.»
- Jouve illustre une révolution littéraire venue du Symbolisme, la poésie naît d'une recherche de la vie intérieure : « Les poètes qui ont travaillé depuis Rimbaud à affranchir la poésie du rationnel savent très bien (même s'ils ne croient pas le savoir) qu'ils ont retrouvé dans l'inconscient (...) l'ancienne et la nouvelle source ». Mais la poésie que Jouve annonce n'est pas rassurante : « on aperçoit dans le cœur de l'homme et dans la matrice de son intelligence tant de suçoirs, de bouches méchantes, de matières fécales aimées et haïes... »
- Plus tard, Jouve sera considéré comme un « prophète » qui a annoncé la « Catastrophe », la seconde guerre mondiale et les crimes nazis. Jouve sera en effet un des poètes importants de la résistance intellectuelle française. C'est que Jouve a très tôt vu dans la pulsion de mort une force destructrice à l'œuvre dans notre civilisation : « l'homme moderne a découvert l'inconscient et sa structure ; il y a vu l'impulsion de l'éros et l'impulsion de la mort », « La catastrophe la pire de notre civilisation est à cette heure possible parce qu'elle se tient dans l'homme, mystérieusement agissante, rationalisée, enfin d'autant plus menaçante que l'homme sait qu'elle répond à une pulsion de mort déposée en lui. », et : « La psychonévrose du monde est parvenue à un degré avancé qui peut faire craindre l'acte de suicide. »
- Jouve attend de la poésie une meilleure connaissance de ces forces destructrices pour mieux y résister, et c'est effectivement la poésie qui a été le meilleur vecteur de la pensée résistante française pendant la guerre. Cela, Jouve l'avait annoncé à sa façon qui associait Freud et les grands mystiques, la grande civilisation chrétienne du Moyen Âge, la leçon des grands hommes de la Révolution française (Robespierre, Saint-Just, Danton) et l'érotisme: « La révolution comme l'acte religieux a besoin d'amour. La poésie est un véhicule intérieur de l'amour. Nous devons donc, poètes, produire cette "sueur de sang" qu'est l'élévation à des substances si profondes, ou si élevées, qui dérivent de la pauvre, de la belle puissance érotique humaine.»

### Sueur de Sang
- La première partie, Sueur de Sang, a beaucoup frappé lors de sa parution. Après la présentation-manifeste de l'accord de la poésie et de la psychanalyse dans l'Avant-propos, Jouve montre concrètement ce qu'est l'usage des moyens poétiques pour plonger dans une psyché torturée[3]. Le premier poème s'intitule « Crachats » et ne contient que deux vers, comme la poésie n'en avait jamais écrits : « Les crachats sur l'asphalte m'ont toujours fait penser / A la face imprimée au voile des Saintes femmes ». Jouve, qui avait pratiqué à ses débuts une versification très classique, utilisait ici le « vers libre » avec une liberté inédite. La crudité des images et les références à des humeurs corporelles se retrouvent dans le second poème, « La Tache » :   « Je voyais une nappe épaisse d'huile verte / Écoulée d'une machine et je songeais / Sur le pavé chaud de l'infâme quartier / Longtemps, longtemps au sang de ma mère ». Il y a là, à la fois, des images de la « matière », mais également une « sublimation », et les souffrances du poète appellent à une libération. Le recueil qui suivra Sueur de Sang s'intitulera très justement Matière céleste.
- Mais dans les années 1933-1935, qui pouvait apprécier cette nouveauté ? non seulement Jouve faisait appel à la psychanalyse, mais il cherchait, et réussissait, à faire résonner l'inconscient du lecteur en phase avec le sien. En octobre 1933, Jean Paulhan publiait dans la N.R.F. un article écrit par un anthropologue-poète, Raymond Schwab[4], qui disait comprendre la volonté de l'auteur, mais qui exprimait ses réticences devant l'imagerie sexuelle des poèmes qu'il comparait à des graffiti et à des jugements de charretiers. Scandalisé par cette opération menée par le subtile directeur de la revue, Jouve se brouilla avec Paulhan[5]. D'autres grands lecteurs, Roger Bastide ou Joë Bousquet dans les Cahiers du Sud[6], surent comprendre la grandeur et la nouveauté de l'entreprise poétique de Jouve : « Quand Pierre Jean Jouve a vu l'abîme douloureux et insatiable qu'est le cœur de l'homme » (Joë Bousquet).
- D'autres poèmes, « Monstrum », « Arianes », « Autour d'une jarretière de Chair », prouvent que Jouve savait mettre en forme poétique — une forme souvent sauvage et disloquée — les images qui venaient de son inconscient, et où l'on peut voir des scènes primitives que son épouse lui avait certainement apprises à reconnaitre et à interpréter. Aux « paysages érotiques » propres à son art visuel, s'ajoute également une symbolique originale, comme « L'Œil des cheveux » ou celle du « cerf » : « Le cerf nait de l'humus le plus bas / De soi, du plaisir de tuer le père / Et du larcin érotique avec la sœur / Des lauriers et des fécales amours.» Tout cela, Freud l'avait déjà dit à sa façon scientifique, et non avec la force poétique de Jouve qui crée une complexité et une hybridation des images que seul un art souverain autorise, hybridation qui permet au lecteur d'imaginer d'autres visions venues de sa propre sensibilité.

La deuxième édition de Sueur de Sang (1934) apportait deux autres parties :

### Pieta
(à compléter)

## Jugements
- Joë Bousquet :
  - « Pierre Jean Jouve est pris d'un vrai délire poétique et il enregistre tous les frissons annonciateurs d'une vérité qui dormait l'épais sommeil de notre ignorance. (Cahiers du Sud, 1933, voir les Références) » .
  - « Et je veux déclarer ici que nul n'admire plus que moi l'œuvre du poète faustien, mais que personne ne trouvera jamais aussi profondément comique son espoir. Voilà un homme qui voit plus loin  et plus clair peut-être qu'aucun autre et qui croit en Dieu ! Heureusement qu'à en juger selon les propres règles de sa foi, il est irrémédiablement damné. » (Cahiers du Sud, 1935, voir les Références).
- Jean Wahl :
  - « Deux traits me paraissent particulièrement caractériser la poésie de Jouve dans Sueur de Sang: d'abord une humanisation de l'espace, et il ne s'agit pas seulement d'une anthropomorphisation des objets et d'une relation humaine entre eux et nous, mais d'une vie de l'espace : "l'espace humainement malade sous le ciel" (par exemple dans L'Orage changé en Femme); ensuite une sorte de mouvement lent et sourd, par lequel la matière se pétrit, se transforme. L'œuvre du poète, c'est une œuvre de transmutation. (N.R.F., janvier 1936, reproduit dans la correspondance Jouve-Paulhan, voir les Références) »